# José Rodolfo Pires Ribeiro
José Rodolfo Pires Ribeiro, mais conhecido como Dodô (Campinas, 6 de fevereiro de 1992), é um futebolista brasileiro que atua como lateral-esquerdo.

## Carreira

### Corinthians
Dodô foi revelado das categorias de base do Corinthians e subiu ao time principal em 2009, com 17 anos, retornando para a base para disputar a Copa São Paulo. 

### Bahia
No dia 17 de dezembro de 2010, Dodô foi emprestado ao Bahia, por não ser muito aproveitado pelo técnico Tite no Corinthians, até dezembro de 2011. No dia 27 de março de 2011, marcou o seu primeiro gol com a camisa do clube, na partida contra o Bahia de Feira pelo Campeonato Baiano.
No dia 16 de novembro de 2011, após forte entrada de Bolívar, rompeu os ligamentos cruzados do joelho e ficou afastado por seis meses do gramado.

### Roma
Dodô anunciou sua ida à Roma através do Twitter. Na negociação, o Corinthians não recebeu nada, pois o atleta estava em fim de contrato.

### Sampdoria
Foi anunciado pela Sampdoria por empréstimo no dia 21 de janeiro de 2016. No dia 18 de agosto de 2016, após ter jogado o fim da temporada 2015–16 pela Sampdoria, retornou ao clube por empréstimo de duas temporadas, com obrigação de compra ao final do mesmo.

### Santos
No dia 22 de fevereiro de 2018, Dodô foi anunciado pelo Santos por empréstimo. Fez sua estreia no jogo contra o Nacional pela Copa Libertadores da América de 2018, no qual o Santos venceu pelo placar de 3 a 1 (o jogador fez a assistência para o segundo gol).
No Alvinegro Praiano, Dodô foi protagonista e assumiu a titularidade na lateral esquerda. No ano, ele atuou em 53 partidas e anotou um gol, além de distribuir quatro assistências. Após o fim do empréstimo de um ano, o Peixe demonstrou interesse em renovar o vínculo, mas a Sampdoria decidiu ceder o atleta a outro clube.

### Cruzeiro
Em 24 de janeiro de 2019, Dodô foi anunciado pelo Cruzeiro por empréstimo, com opção de compra ao final de 2019.
Estreou em 3 de fevereiro de 2019, na vitória sobre o Villa Nova, por 3–0, em partida válida pelo Campeonato Mineiro, no Castor Cifuentes.
Fez seu primeiro gol com a camisa celeste, na goleada sobre o Huracán, por 4-0, no Mineirão, pela Libertadores 2019.

### Atlético Mineiro
Após chegar a um acordo de rescisão com a Sampdoria em dezembro de 2020, foi anunciado o acerto de Dodô com o Atlético Mineiro em 5 de fevereiro de 2021; ele assinou um contrato de três anos.
Na ultima rodada do Campeonato Brasileiro de 2021, Dodô fez um belo gol de cobertura contra o Grêmio.
Dodô foi pouco aproveitado em 2023. Considerando todas as competições, ele atuou em apenas 15 jogos, sendo 12 como titular. Até deixar o Galo, onde participou da conquista de seis títulos: Supercopa do Brasil (2022), Brasileirão (2021), Copa do Brasil (2021) e Campeonatos Mineiros (2023, 2022 e 2021). Ele disputou 65 partidas pelo Atlético em dois anos e meio de contrato.

### Retorno ao Santos
Por falta de espaço no elenco do Atlético Mineiro, rescindiu seu contrato com o clube. Retornou ao Santos no dia 10 de julho de 2023, por um contrato até o ano de 2025. Em 2023, Dodô fez 18 partidas pelo Peixe e participou da campanha que rebaixou a equipe para a Série B do Brasileirão.
Em 2024, o atleta não participou de nenhuma partida na temporada. Em 8 de novembro de 2024, o clube afirmou que chegou a um acordo amigável com o atleta.

## Seleção Brasileira
Pelas seleções de base, Dodô conquistou os títulos do Sul-Americano Sub-17 de 2009 e das edições de 2009 e 2010 da Copa Sendai, além de ter participado da Copa do Mundo Sub-17 de 2009.
Em 17 de setembro de 2014, Dodô foi convocado por Dunga, recebendo a sua primeira convocação para a Seleção Brasileira principal.

## Estatísticas
Atualizado em 11 de agosto de 2022.
| Clube             | Temporada         | Campeonato nacional | Campeonato nacional | Copa nacional | Copa nacional | Competições continentais | Competições continentais | Outros torneios[a] | Outros torneios[a] | Total | Total |
| Clube             | Temporada         | Jogos               | Gols                | Jogos         | Gols          | Jogos                    | Gols                     | Jogos              | Gols               | Jogos | Gols  |
| ----------------- | ----------------- | ------------------- | ------------------- | ------------- | ------------- | ------------------------ | ------------------------ | ------------------ | ------------------ | ----- | ----- |
| Corinthians       | 2009              | 4                   | 0                   | –             | –             | –                        | –                        | –                  | –                  | 4     | 0     |
| Corinthians       | 2010              | –                   | –                   | –             | –             | –                        | –                        | 2                  | 0                  | 2     | 0     |
| Corinthians       | Total             | 4                   | 0                   | –             | –             | –                        | –                        | 2                  | 0                  | 6     | 0     |
| Bahia             | 2011              | 14                  | 1                   | 6             | 0             | –                        | –                        | 11                 | 1                  | 31    | 2     |
| Bahia             | Total             | 14                  | 1                   | 6             | 0             | –                        | –                        | 11                 | 1                  | 31    | 2     |
| Roma              | 2012–13           | 11                  | 0                   | 4             | 0             | –                        | –                        | –                  | –                  | 15    | 0     |
| Roma              | 2013–14           | 19                  | 0                   | 1             | 0             | 0                        | 0                        | –                  | –                  | 20    | 0     |
| Roma              | Total             | 30                  | 0                   | 5             | 0             | –                        | –                        | –                  | –                  | 35    | 0     |
| Internazionale    | 2014–15           | 20                  | 0                   | 2             | 0             | 6                        | 2                        | –                  | –                  | 28    | 2     |
| Internazionale    | 2015–16           | 0                   | 0                   | 1             | 0             | –                        | –                        | –                  | –                  | 1     | 0     |
| Internazionale    | Total             | 20                  | 0                   | 3             | 0             | 6                        | 2                        | –                  | –                  | 29    | 2     |
| Sampdoria         | 2015–16           | 17                  | 0                   | –             | –             | –                        | –                        | –                  | –                  | 17    | 0     |
| Sampdoria         | 2016–17           | 7                   | 0                   | 2             | 0             | –                        | –                        | –                  | –                  | 9     | 0     |
| Sampdoria         | Total             | 24                  | 0                   | 2             | 0             | –                        | –                        | –                  | –                  | 26    | 0     |
| Santos            | 2018              | 36                  | 1                   | 3             | 0             | 6                        | 0                        | 6                  | 0                  | 51    | 1     |
| Santos            | Total             | 36                  | 1                   | 3             | 0             | 6                        | 0                        | 6                  | 0                  | 51    | 1     |
| Cruzeiro          | 2019              | 18                  | 0                   | 4             | 0             | 2                        | 1                        | 4                  | 0                  | 28    | 1     |
| Cruzeiro          | Total             | 18                  | 0                   | 4             | 0             | 2                        | 1                        | 4                  | 0                  | 28    | 1     |
| Atlético Mineiro  | 2021              | 14                  | 1                   | 5             | 0             | 5                        | 0                        | 10                 | 0                  | 34    | 1     |
| Atlético Mineiro  | 2022              | 2                   | 0                   | 0             | 0             | 0                        | 0                        | 3                  | 0                  | 5     | 0     |
| Atlético Mineiro  | Total             | 16                  | 1                   | 5             | 0             | 5                        | 0                        | 13                 | 0                  | 39    | 1     |
| Total na carreira | Total na carreira | 162                 | 3                   | 28            | 0             | 19                       | 3                        | 36                 | 1                  | 245   | 7     |

- a. ^ Jogos do campeonato estadual

## Títulos

### Profissional
Corinthians
- Copa do Brasil: 2009

Cruzeiro
- Campeonato Mineiro: 2019

Atlético Mineiro
- Campeonato Brasileiro: 2021
- Copa do Brasil: 2021
- Campeonato Mineiro: 2021, 2022 e 2023
- Supercopa do Brasil: 2022

Seleção Brasileira
- Superclássico das Américas: 2014

### Categorias de Base
Seleção Brasileira
- Campeonato Sul-Americano Sub-17: 2009
- Copa Sendai: 2009 e 2010